# Castelul Kemény din Șieu

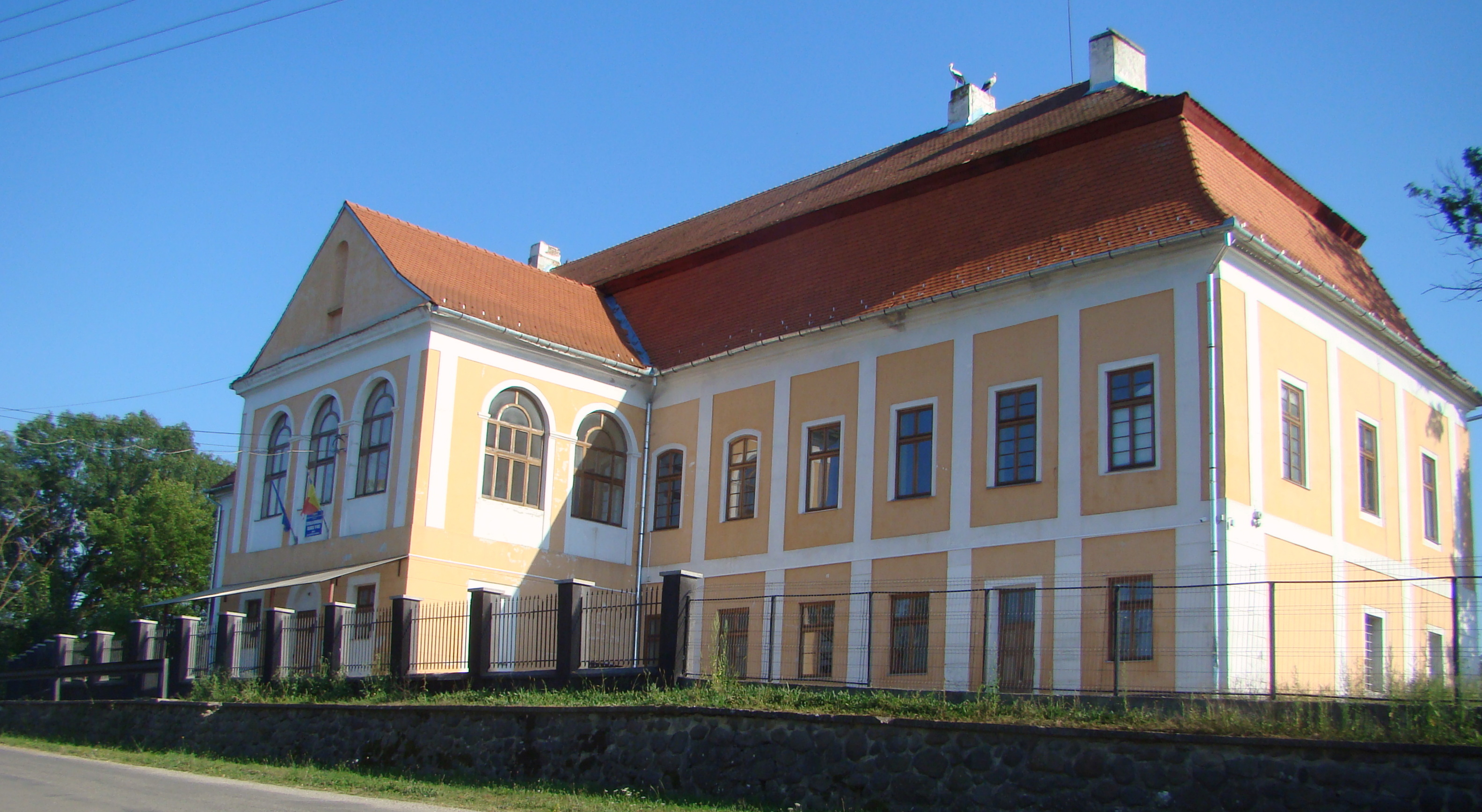
Castelul Kemény din Șieu, comuna Șieu, județul Bistrița-Năsăud, foto: august 2018.

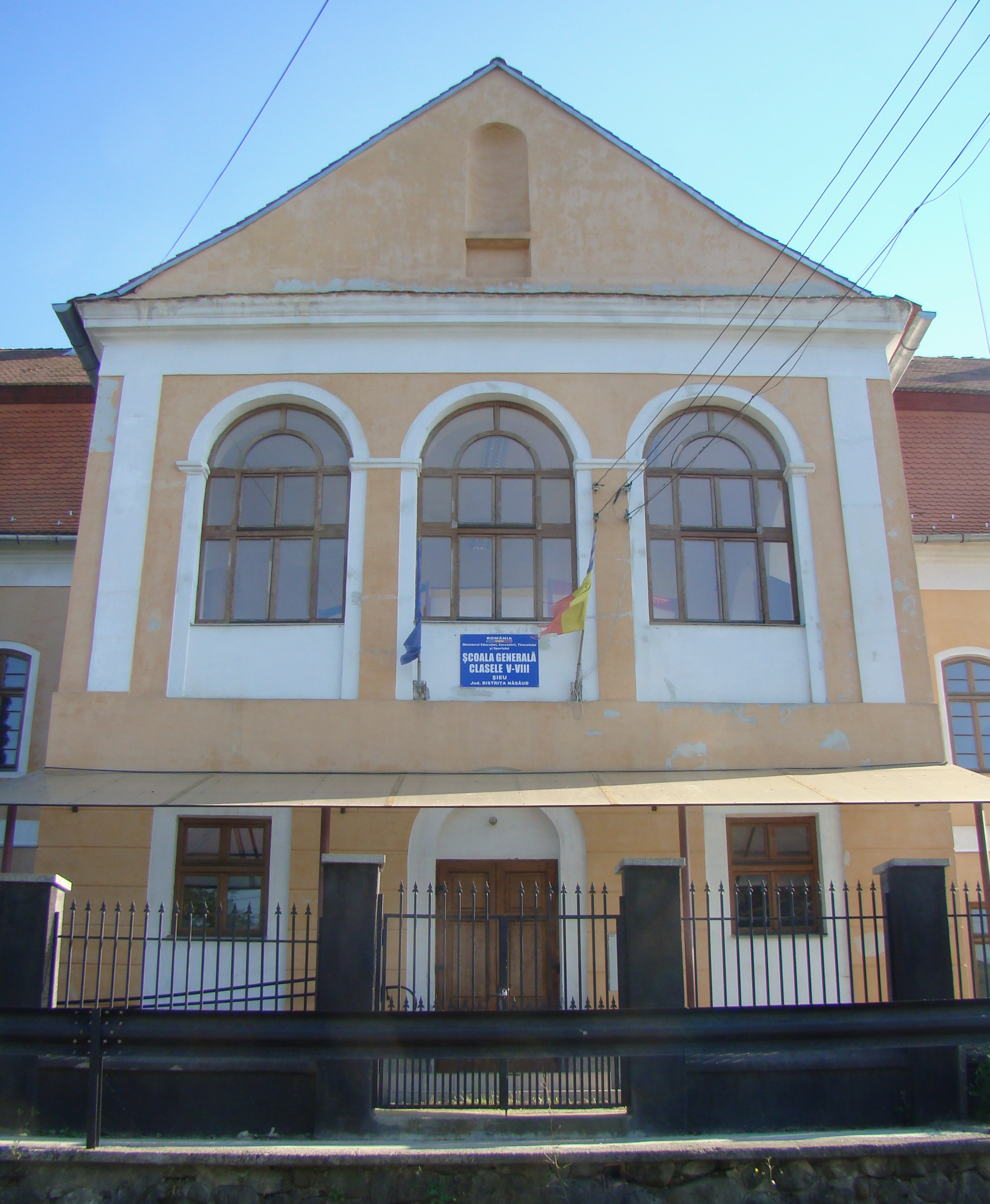
Fațada principală a rezalitului este străpunsă la etaj de trei ferestre mari cu închidere semicirculară, fațada fiind marcată de un fronton în centrul căruia se deschide o nișă cu închidere semicirculară.

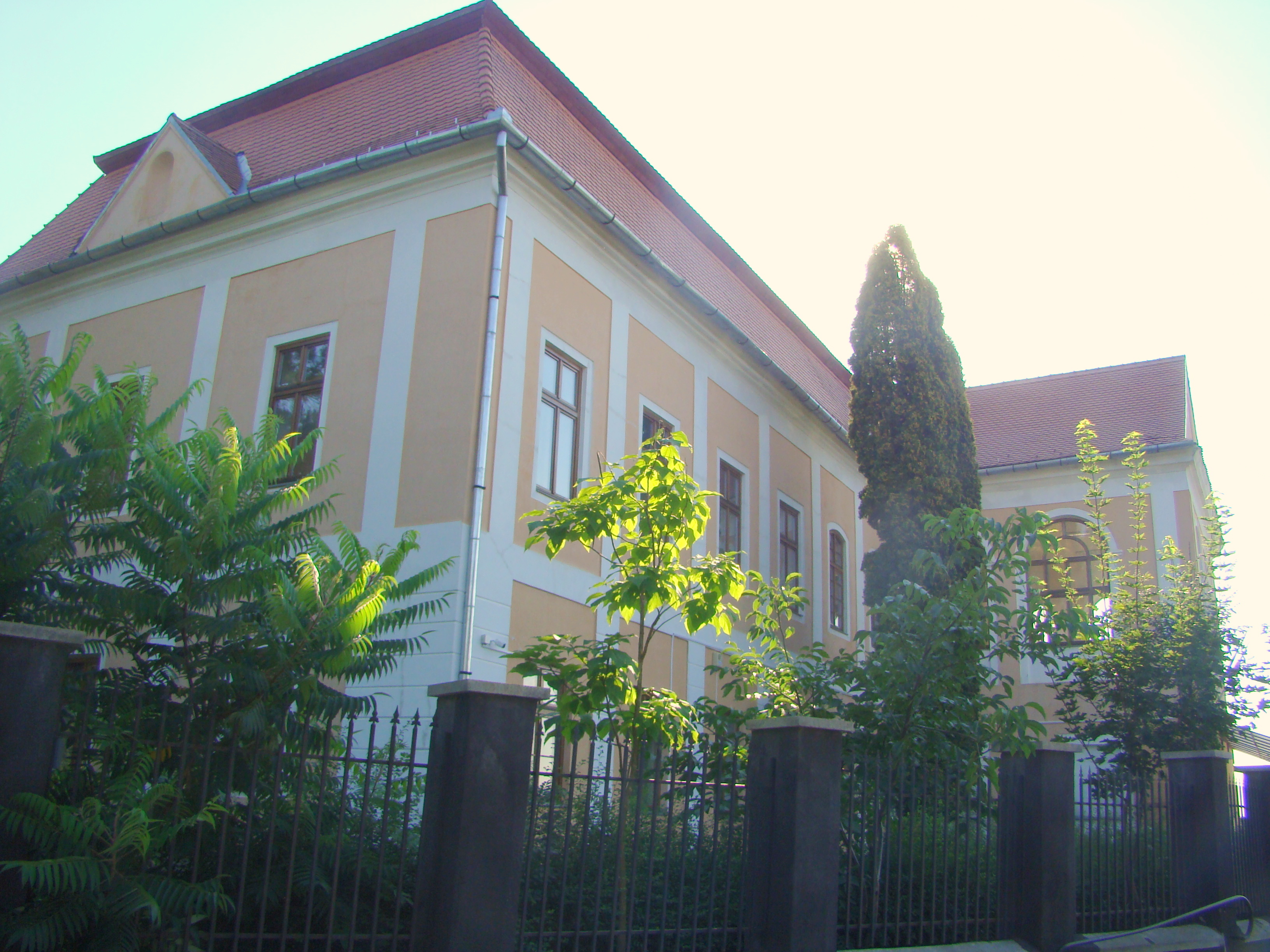
Vedere din lateral a edificiului

Castelul Kemény, azi Școala de arte și meserii este un monument istoric aflat pe teritoriul satului Șieu, comuna Șieu.

## Istoric
De-a lungul secolelor, Șieu s-a aflat în stăpânirea mai multor familii nobiliare. Astfel, între secolele XII-XV, satul a făcut parte din domeniile neamului Kacsics și Tomaj, după care a trecut în posesia familiilor Salgai, Bánffy și Hunyadi. La sfârșitul secolului al XVI-lea, acesta se găsește în proprietatea lui Sigismund Báthory, după care ajunge în posesia familiei Apafi. Satul face parte din domeniile familiei Kemény începând cu secolul al XVIII-lea. Pe lângă propriile edificii, această familie a finanțat și ridicarea bisericii reformate. După toate probabilitățile, castelul Kemény a fost construit de contele Sámuel Kemény, conform tradiției locale ca și castel de vânătoare. 
În ridicările topografice iozefine din 1769-1773 referitoare la Șieu sunt vizibile trei complexe architecturale mai importante, însă nici unul dintre acestea nu se poate identifica topografic cu edificiul acesta. De aceea, se poate afirma, că acest castel a fost construit cel mai probabil cândva după 1785. Presupunerea este întărită de stilul baroc târziu în care a fost ridicat edificiul.

## Trăsături
Castelul Kemény este amplasat pe dealul situat în partea sudică a localității, lângă drumul spre localitatea Posmuș. Clădirea cu două niveluri are un plan dreptunghiular, cu fațada principală spre nord. Mijlocul fațadei este accentuat de un rezalit, care adăpostește de altfel scara principală.
Încăperile castelului sunt organizate într-un singur ax, fiind accesibile de pe un coridor, ce se întinde de-a lungul clădirii. 
Castelul are un acoperiș de tip mansardă, din țiglă, iar rezalitul este acoperit în două ape.
Planimetria, compoziția simetrică și echilibrată a fațadelor, amenajarea încăperilor și distribuția elementelor decorative încadrează castelul Kemény în rândul edificiilor baroce târzii din Transilvania.

## Imagini

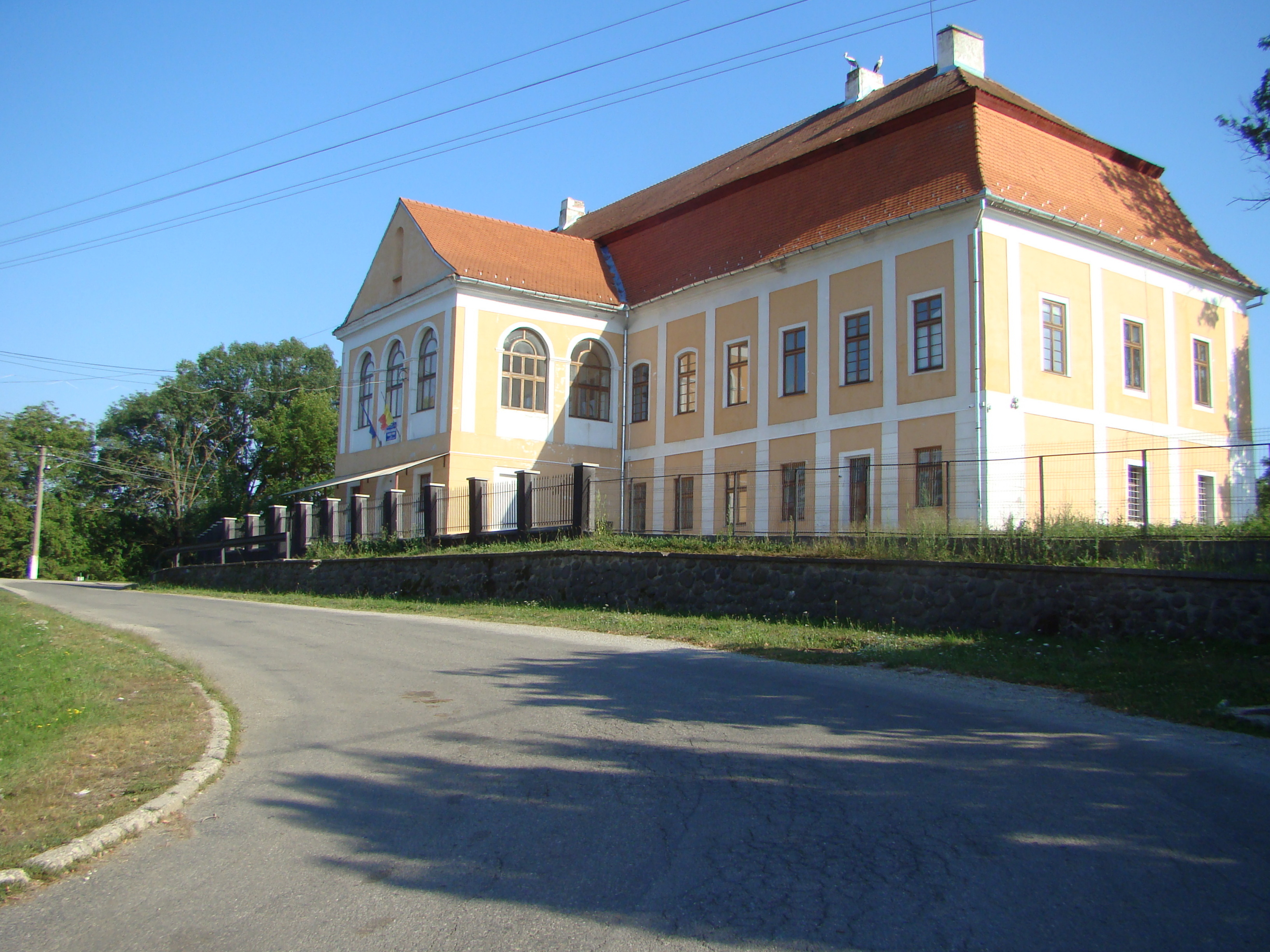

## Vezi și
- Șieu, Bistrița-Năsăud
- Biserica reformată din Șieu